# Wereldkampioenschappen kunstschaatsen 1923
De Wereldkampioenschappen kunstschaatsen 1923 werden gevormd door drie toernooien die door de Internationale Schaatsunie werden georganiseerd.
Voor de paren was het de negende editie. Dit kampioenschap vond plaats op 21 januari in Oslo (toen nog Kristiania geheten), Noorwegen. Het was de eerste keer dat een WK kunstschaatsen toernooi in Oslo en Noorwegen plaatsvond.
Voor de mannen was het de 21e editie, voor de vrouwen de elfde. Deze twee kampioenschappen vonden plaats op 27 en 28 januari in Wenen, Oostenrijk. Wenen was voor de vierde keer gaststad voor een WK toernooi, in 1907 (mannen en vrouwen) en 1911 (vrouwen en paren) en 1913 (mannen) waren de eerste drie. Het was de vijfde keer dat een WK toernooi in Oostenrijk plaatsvond, in 1908 vond in Troppau de kampioenschappen voor mannen en vrouwen plaats.

## Deelname
Er namen deelnemers uit zes landen deel aan deze kampioenschappen. Zij vulden 15 startplaatsen in.
(Tussen haakjes het totale aantal startplaatsen in de drie toernooien.)
| Oostenrijk (6) Noorwegen (3) Zweden (3) | Weimarrepubliek (1) Finland (1) Verenigd Koninkrijk (1) |

## Medailleverdeling
Bij de mannen veroverde Fritz Kachler zijn derde wereldtitel, de eerste twee won hij in 1912 en 1913. Het was zijn zesde medaille in 1911 werd hij derde en in 1914 en 1922 tweede. Zijn landgenoot Willi Böckl behaalde zijn vierde medaille, in 1913 werd hij tweede, in 1914 en 1922 derde. De wereldkampioen van 1914 Gösta Sandahl op de derde plaats behaalde zijn tweede medaille.
Bij de vrouwen prolongeerde Herma Plank-Szabo de wereldtitel. Haar landgenote Gisela Reichmann op plaats twee behaalde haar eerste medaille. Svea Norén behaalde haar derde medaille, in 1913 werd ze derde en in 1922 tweede.
Bij de paren veroverde het paar Jakobsson-Eilers / Jakobsson voor de derde keer de wereldtitel, eerder werden ze dit in 1911 en 1914. Het was bij hun zevende deelname hun zevende medaille, in 1910, 1912, 1913 en 1912 werden ze tweede. Het paar op plaats twee, Bryn-Schøien / Bryn, veroverde hun tweede medaille, in 1912 werden ze derde. Het was de eerste zilveren medaille voor Noorwegen in een van de drie WK toernooien. Het debuterende paar Henrikson / Ekström behaalden brons.
| Discipline | Goud                                         | Zilver                            | Brons                           |
| ---------- | -------------------------------------------- | --------------------------------- | ------------------------------- |
| Mannen     | Fritz Kachler                                | Willy Böckl                       | Gösta Sandahl                   |
| Vrouwen    | Herma Plank-Szabo                            | Gisela Reichmann                  | Svea Norén                      |
| Paren      | Ludowika Jakobsson-Eilers / Walter Jakobsson | Alexia Bryn-Schøien / Yngvar Bryn | Elna Henrikson / Kaj af Ekström |

## Uitslagen
pc = plaatsingcijfer
| #      | naam (deelname)    | land                                          | pc |
| ------ | ------------------ | --------------------------------------------- | -- |
| Goud   | Fritz Kachler (6)  | Vlag van Oostenrijk                           | 7  |
| Zilver | Willy Böckl (4)    | Vlag van Oostenrijk                           | 12 |
| Brons  | Gösta Sandahl (2)  | Vlag van Zweden                               | 16 |
| 4      | Ernst Oppacher (3) | Vlag van Oostenrijk                           | 16 |
| 5      | Ludwig Wrede       | Vlag van Oostenrijk                           | 25 |
| 6      | Arthur Vieregg     | Vlag van Duitsland tijdens de Weimarrepubliek | 29 |

| #      | naam (deelname)       | land                         | pc |
| ------ | --------------------- | ---------------------------- | -- |
| Goud   | Herma Plank-Szabo (2) | Vlag van Oostenrijk          | 6  |
| Zilver | Gisela Reichmann (2)  | Vlag van Oostenrijk          | 12 |
| Brons  | Svea Norén (3)        | Vlag van Zweden              | 16 |
| 4      | Ethel Muckelt         | Vlag van Verenigd Koninkrijk | 16 |

| Er deden vijf paren uit drie landen mee. \| # \| naam (deelname) \| land \| pc \| \| ------ \| -------------------------------------------------- \| ---------------------------- \| ---- \| \| Goud \| Ludowika Jakobsson-Eilers (7) Walter Jakobsson (7) \| Vlag van Finland (1918-1978) \| 6.5 \| \| Zilver \| Alexia Bryn-Schøien (5) Yngvar Bryn (5) \| Vlag van Noorwegen \| 10.5 \| \| Brons \| Elna Henrikson Kaj af Ekström \| Vlag van Zweden \| 14 \| \| 4 \| Margit Engebretsen Bjarne Engebretsen \| Vlag van Noorwegen \| 19 \| \| 5 \| Randi Bakke Christen Christensen \| Vlag van Noorwegen \| 25 \| |                                                    |                              |      |
| # | naam (deelname)                                    | land                         | pc   |
| Goud | Ludowika Jakobsson-Eilers (7) Walter Jakobsson (7) | Vlag van Finland (1918-1978) | 6.5  |
| Zilver | Alexia Bryn-Schøien (5) Yngvar Bryn (5)            | Vlag van Noorwegen           | 10.5 |
| Brons | Elna Henrikson Kaj af Ekström                      | Vlag van Zweden              | 14   |
| 4 | Margit Engebretsen Bjarne Engebretsen              | Vlag van Noorwegen           | 19   |
| 5 | Randi Bakke Christen Christensen                   | Vlag van Noorwegen           | 25   |

Medaillewinnaars

Mannen · 
Vrouwen ·
Paren · 
IJsdansen

 Toernooi

1896 · 
1897 · 
1898 · 
1899 · 
1900 · 
1901 · 
1902 · 
1903 · 
1904 · 
1905 · 
1906 · 
1907 · 
1908 · 
1909 · 
1910 · 
1911 · 
1912 · 
1913 · 
1914 · 
1915-1921 · 
1922 · 
1923 · 
1924 · 
1925 · 
1926 · 
1927 · 
1928 · 
1929 · 
1930 · 
1931 · 
1932 · 
1933 · 
1934 · 
1935 · 
1936 · 
1937 · 
1938 · 
1939 ·
1940-1946 · 
1947 · 
1948 · 
1949 · 
1950 · 
1951 · 
1952 · 
1953 · 
1954 · 
1955 · 
1956 · 
1957 · 
1958 · 
1959 · 
1960 · 
1961 · 
1962 · 
1963 · 
1964 · 
1965 · 
1966 · 
1967 · 
1968 · 
1969 · 
1970 · 
1971 · 
1972 · 
1973 · 
1974 · 
1975 · 
1976 · 
1977 · 
1978 · 
1979 · 
1980 · 
1981 · 
1982 · 
1983 · 
1984 · 
1985 · 
1986 · 
1987 · 
1988 · 
1989 · 
1990 · 
1991 · 
1992 · 
1993 · 
1994 · 
1995 ·
1996 · 
1997 · 
1998 · 
1999 · 
2000 · 
2001 · 
2002 · 
2003 · 
2004 · 
2005 · 
2006 ·
2007 ·
2008 ·
2009 ·
2010 ·
2011 ·
2012 ·
2013 ·
2014 ·
2015 ·
2016 ·
2017 ·
2018 ·
2019 · 
2020 · 
2021 ·
2022 ·
2023 ·
2024

 ISU-kampioenschappen

WK kunstschaatsen junioren ·
EK kunstschaatsen ·
Viercontinentenkampioenschap ·
Olympische Spelen